# Grada Kilomba
Grada Kilomba, née en 1968 à Lisbonne, est une psychologue, écrivaine et artiste contemporain portugaise. Théoricienne et artiste interdisciplinaire, elle s'intéresse de manière critique aux questions de mémoire, de trauma, de sexe, de racisme et de post-colonialisme dans ses travaux. Elle travaille sur différents formats allant du texte aux lectures sur scène et à la performance, liant récits scientifiques et lyriques.
En 2012, elle a été professeure invitée à l'université Humboldt de Berlin pour les études de genre et les études postcoloniales.

## Biographie
Grada Kilomba est née à Lisbonne et a des origines dans les Îles de Sao Tomé-et-Principe et en Angola. Elle a étudié à Lisbonne la psychologie clinique et la psychanalyse à l'Instituto de Psicologia Aplicada (ISPA). Pendant son activité de psychologue au Portugal, elle a travaillé dans le domaine psychiatrique avec des traumatisés de guerre originaires d'Angola et du Mozambique et a initié différents projets artistiques et thérapeutiques sur les thèmes du trauma et de la mémoire, ainsi que sur les travaux de Frantz Fanon. Boursière de la Fondation Heinrich Böll, Grada Kilomba a préparé sa thèse de doctorat à l'université libre de Berlin. De 2009 à 2011, elle a été fellow au Berlin Institute for Cultural Studies. Les années suivantes, elle a enseigné les études postcoloniales, la psychanalyse et l'œuvre de Frantz Fanon dans différentes universités, entre autres à l'université libre de Berlin, à l'université de Bielefeld et à l'université du Ghana. Pour finir, elle a été professeure dans le domaine des études de genre et des études postcoloniales à l'université Humboldt de Berlin. Elle y a fait des recherches notamment sur le thème de la diaspora africaine et y a enseigné comme matières thématiques principales les domaines suivants : Decolonial Feminism, Decolonizing Knowledge et Performing Knowledge. Elle donne des conférences en Europe.
Au cours du Talk Show Insight Germany, présenté par la Deutsche Welle en 2013, Grada Kilomba a raconté comment des expériences précoces de racisme dans le Portugal post-faciste des années 1970 et 80 ont tôt marqué sa perception du monde. L'Agence fédérale de formation politique a écrit sur elle en 2009 : « Son œuvre littéraire relie les discours postcoloniaux et la prose lyrique sur les traces de l'esclavage, du colonialisme et du racisme quotidien. ».

## Œuvre
Grada Kilomba s'est fait connaître par le biais de son livre Plantation Memories, une collection d'expériences de racisme quotidien sous la forme d'histoire psychanalytiques courtes, publié pour la première fois à l'occasion du Festival international de Littérature au théâtre des Berliner Festspiele de Berlin. Elle est coéditrice de Mythen, Masken und Subjekte (2005), une anthologie critique sur la blanchité.
En 2013, Plantation Memories (2013) a été adapté par Kilomba en lecture pour la scène au théâtre berlinois du Ballhaus Naunynstraße. Le théâtre a écrit sur son œuvre : « Avec son livre Plantation Memories - Episodes of Everyday Racism, Grada Kilomba a réussi, à l'aide d'une langue marquante et profonde, à révéler les conséquences de la violence et du trauma racistes. ». Un an plus tard, la lecture pour la scène a été présentée au Haus der Berliner Festspiele (de) de Berlin.
Kilomba s'intéresse dans ses travaux plus récents de manière approfondie à la mise en scène performative de textes théoriques et politiques, au rang desquels se trouve le film Conakry (2013) sur le combattant pour la liberté Amilcar Cabral. Ce court-métrage est un projet de Grada Kilomba, de la réalisatrice Filipa César (en) et de la journaliste de radio et activiste Diana McCarty. Conakry a été adapté par le Haus der Kulturen der Welt de Berlin et a été montré entre autres au Art Tatler International, au Théâtre de l'Arsenal de Berlin et à la Fundação Calouste Gulbenkian de Lisbonne.

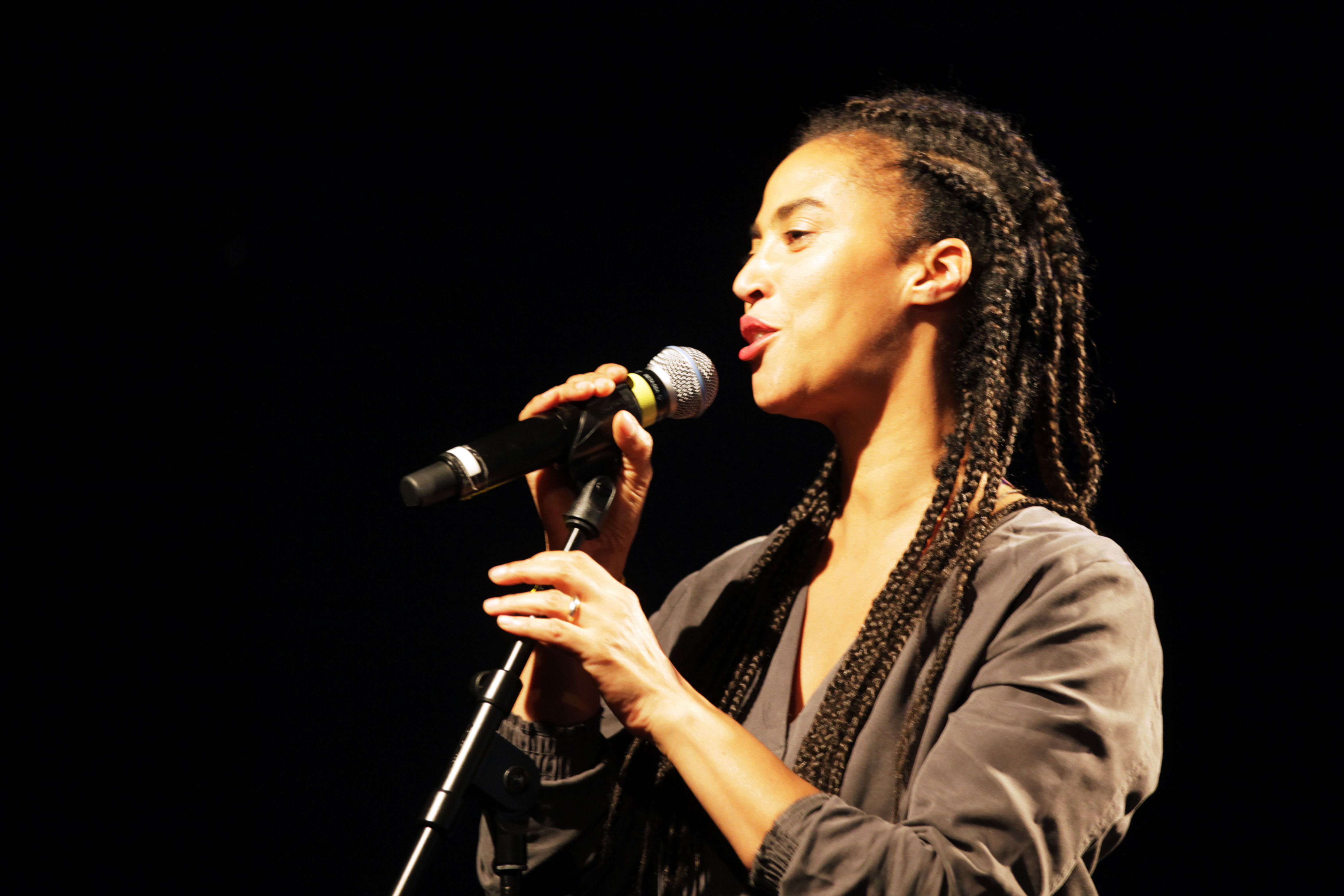
Grada Kilomba dans "Kosmos", au théâtre Gorki (2016).

Depuis 2015, Grada Kilomba développe le projet Decolonizing Knowledge: Performing Knowledge. Kampnagel écrit sur sa lecture performance Decolonizing Knowledge : « Grada Kilomba met en lumière dans sa lecture-performance la violence de la production de connaissance classique et demande : qu'est-ce qui est reconnu comme connaissance ? Du savoir de qui s'agit-il ici ? Qui est autorisé ne serait-ce qu'à produire ? Kilomba touche cette blessure coloniale à travers l'ouverture d'un espace hybride dans lequel les frontières entre langues scientifique et artistique fusionnent et les structures du savoir et du pouvoir se transforment. » Decolonizing Knowledge a été présenté entre autres à l'Université d'Amsterdam, à l'Université de Linköping (Suède) ainsi qu'au Palais de la Sécession de Vienne. Le projet est accompagné de vidéos expérimentales telles que While I Write (2015), dans lesquelles Grada Kilomba explore la question de la fonction de l'écriture pour le sujet postcolonial. While I Write a été mis en scène en 2015 au Palais de la Sécession.

## Publications
- Plantation Memories. Episodes of Everyday Racism. 3. Aufl. Münster, 2010.  (ISBN 978-3-89771-485-4).
- Mémoires de la plantation. Episodes de racisme ordinaire. Editions Anacaona, Paris, 2021.  (ISBN 9782490297122) (trad. I. Duflot & P. Anacaona)
- Grada Kilomba-Ferreira: Die Farbe unseres Geschlechts. Gedanken über "Rasse", Transgender und Marginalisierung. In: polymorph (Hrsg.) : (K)ein Geschlecht oder viele? : Transgender in politischer Perspektive, Quer Verlag, Berlin, 2002.  (ISBN 978-3-89656-084-1).
- Grada Kilomba-Ferreira: Die Kolonisierung des Selbst – der Platz des Schwarzen. In : Hito Steyerl/Encarnación Gutiérrez Rodríguez (Hrsg.) : Spricht die Subalterne deutsch? Migration und postkoloniale Kritik, Unrast Verlag, Münster, 2003.  (ISBN 978-3-89771-425-0).
- Grada Kilomba-Ferreira: „Don't You Call Me Neger!“ – Das N-Wort, Trauma und Rassismus. In : ADB & cyberNomads (Hrsg.) : TheBlackBook. Deutschlands Häutungen. IKO Verlag, Frankfurt am Main & London, 2004.  (ISBN 978-3-88939-745-4).
- Grada Kilomba-Ferreira: Rewriting the Black Body. in : Gudrun Perko und Leah C. Czollek (Hrsg.) Lust am Denken: Queeres jenseits kultureller Verortungen. Papyrossa Verlag, Köln, 2004.  (ISBN 978-3-89438-294-0).
- Maureen Maisha Eggers, Grada Kilomba, Peggy Piesche und Susan Arndt (Hrsg.), Mythen, Masken und Subjekte – Kritische Weißseinsforschung in Deutschland. Unrast Verlag, Münster, 2005.  (ISBN 978-3-89771-440-3).
- Grada Kilomba: Who can speak? Decolonizing Knowledge. in : The Editorial Group for Writing Insurgent Genealogies (Hrsg.), Utopia of Alliances, Conditions of Impossibilities and the Vocabulary of Decoloniality, Löcker Verlag, Wien, 2013.  (ISBN 978-3-85409-589-7).
- in: Corinne Kumar (Hg.), Asking, We Walk : The South As New Political Imaginary, Streelekha Publications, Bangalore, 2013.  (ISBN 81-904677-4-3).

## Filmographie
- 2011 : White Charity par Carolin Philipp et Timo Kiesel
- 2013 : Conakry par Filipa César (en)